# Ernst Kolbe

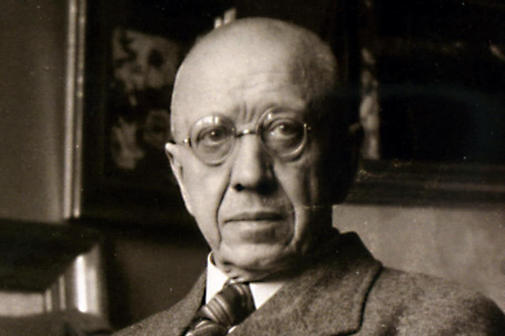
Ernst Kolbe um 1930

Ernst Kolbe (* 9. Januar 1876 in Marienwerder (heute Kwidzyn); † 17. Juli 1945 in Rathenow) war ein deutscher Maler und Lithograph.

## Leben
Seit 1895 studierte er Malerei und Zeichnung an der Berliner Kunstakademie bei Julius Ehrentraut und Paul Vorgang, dann seit 1899 privat bei Eugen Bracht.  Als Brachts Meisterschüler kam Kolbe 1903 nach Dresden. 1906 zurück in Berlin wurde Kolbe Mitglied des Vereins Berliner Künstler. 1913 erhielt er das Stipendium der Julius-Helfft-Stiftung für Landschaftsmaler.
Neben Motiven in seiner Heimat Pommern und Westpreußen fand er diese auf seinen Studienreisen nach Bayern, der Nord– und immer wieder der Ostsee. Im Lübecker Raum malte er auch die bekannte Israelsdorfer Eiche bei Gothmund. 1914 schuf er fünf große Fresken im Schöneberger Rathaus.
1943 wurde Kolbes Berliner Wohnung mit vielen seiner Werke bei einem Luftangriff zerstört.

## Werke

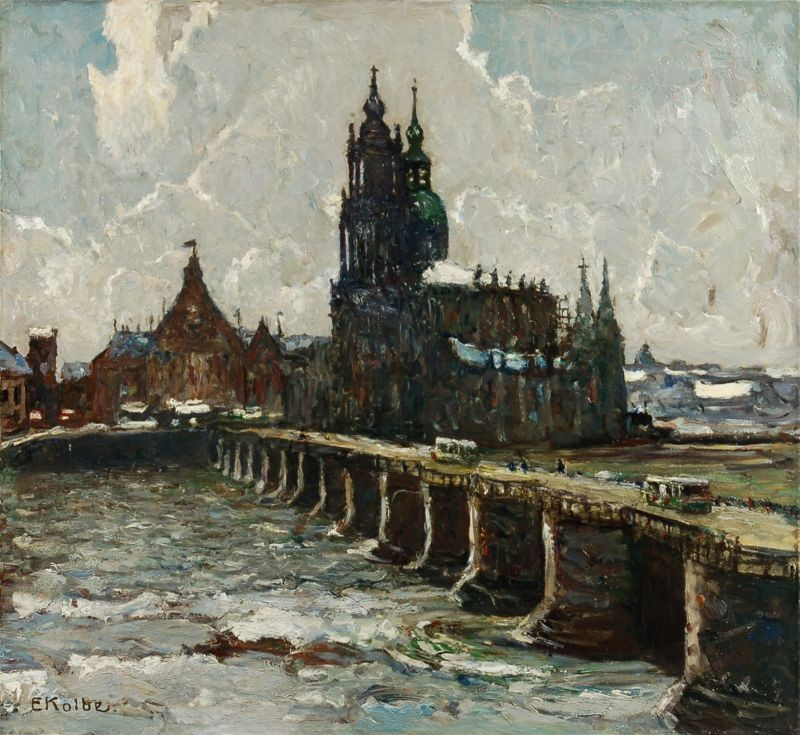
Dresden – Blick auf Augustusbrücke und Hofkirche

- Blick auf Dresden mit der Hofkirche und der Augustusbrücke.
- Dresden – Blick auf Augustusbrücke und Hofkirche.[2]
- Hafen von Stolpemünde an der Ostsee. (Öl auf Malpappe; 50 × 60 cm)[3]
- Hafeneinfahrt von Swinemünde.[4]

## Ausstellungen
- 2009 – Westpreußisches Landesmuseum[5]
- 2014 – Westpreußisches Landesmuseum[6]
- 2018/19 – Muzeum Gdańska im Rechtstädtischen Rathaus, Danzig[7]